# Гінкго дволопатеве (пам'ятка природи, Івано-Франківськ)
Гі́нкго дволопа́теве — ботанічна пам'ятка природи місцевого значення в Україні. Розташована в межах міста Івано-Франківська, на розі вулиці Василіянок, 54 і вул. Гриневичів. 
Площа 0,01 га. Статус надано згідно з рішенням облвиконкому від 13.12.1976 року № 478. Перебуває у віданні ЖЕО № 2. 
Статус надано з метою збереження вікового екзотичного дерева — ґінко дволопатеве. Висота дерева 16 м, діаметр стовбура 60 см, вік понад 100 років.